# Rauschtemperatur
Als Rauschtemperatur eines Eintors wird die Temperatur bezeichnet, die ein realer ohmscher Widerstand haben müsste, um bei der Messfrequenz dieselbe verfügbare Rauschleistung P zu erzeugen wie das zu charakterisierende Eintor:
{\displaystyle T={\frac {P}{k_{\mathrm {B} }B}}}
Dabei ist
- {\displaystyle k_{\mathrm {B} }} die Boltzmann-Konstante
- {\displaystyle B} die Messbandbreite.

Die verfügbare Rauschleistung eines ohmschen Widerstandes ist bis zu sehr hohen Frequenzen proportional zur absoluten Temperatur T und zur Messbandbreite:
{\displaystyle \iff P=k_{\mathrm {B} }\,T\,B}
Als Rauschtemperatur eines Zweitors wird die Rauschtemperatur bezeichnet, die eine mit dem Eingangstor des Zweitors verbundene Rauschquelle (rauschendes Eintor) haben müsste, um bei der Messfrequenz dieselbe verfügbare Rauschleistung am Ausgang des zu charakterisierenden, aber dann rauschfrei gedachten Zweitors zu erzeugen wie das zu charakterisierende, rauschende Zweitor bei Ansteuerung durch eine rauschfrei gedachte Quelle.
Rauscharme Verstärker weisen Rauschtemperaturen von 40 K und weniger auf.

## Bezeichnungen
Das Produkt aus Temperatur und Boltzmann-Konstante hat die Dimension einer Energie, aber auch die einer Leistung pro Bandbreite. Deshalb heißt es auch spektrale Rauschleistungsdichte (siehe auch spektrale Leistungsdichte).
Bei 17 °C (290 K) beträgt es:
{\displaystyle {\begin{aligned}k_{\mathrm {B} }T&=1{,}3806488\cdot 10^{-23}\,\mathrm {J/K} \cdot 290\,\mathrm {K} \\&\approx 4\cdot 10^{-21}\,\mathrm {J} \\&=4\cdot 10^{-21}\,\mathrm {W/Hz} \\&\approx -204\,\mathrm {dB\cdot W/Hz} .\end{aligned}}}
Multipliziert mit der Bandbreite erhält man die Rauschleistung P und die oben angegebene Beziehung.

## Lineare Verstärker
Ideale, lineare Verstärker würden die verfügbare Leistung des Eingangssignals um den Faktor des verfügbaren Leistungsgewinns anheben, ohne zusätzliches Rauschen hinzuzufügen. Das Signal-Rausch-Verhältnis (SNR) an Eingang und Ausgang wäre gleich.
Reale Verstärker sind dagegen aus Komponenten aufgebaut, die ihrerseits rauschen. Dies führt dazu, dass das SNR am Ausgang kleiner ist als am Eingang. Das Verhältnis beider SNRs führt zur Rauschzahl:
{\displaystyle F={\frac {\mathrm {SNR} _{\mathrm {ein} }}{\mathrm {SNR} _{\mathrm {aus} }}}={\frac {P_{S,\mathrm {ein} }}{P_{N,\mathrm {ein} }}}\cdot {\frac {P_{N,\mathrm {aus} }}{P_{S,\mathrm {aus} }}}}
Das Ausgangssignal ({\displaystyle P_{\mathrm {aus} }=P_{S,\mathrm {aus} }+P_{N,\mathrm {aus} }\,}) wird getrennt in eine Komponente, die ideal verstärkt wird, und eine Rauschkomponente, die vom Verstärker hinzugefügt wird:
{\displaystyle {\begin{aligned}P_{\mathrm {aus} }&=GP_{\mathrm {ein} }+P_{R,\mathrm {aus} }\\&=G(P_{\mathrm {ein} }+P_{R,\mathrm {ein} })\end{aligned}}}
Dabei ist G der Verstärkungsfaktor.
Liegt kein Signal an ({\displaystyle P_{\mathrm {ein} }=P_{N,\mathrm {ein} }}), so wird die Eingangsleistung nur durch die Rauschleistung bestimmt, die mit obiger Gleichung berechnet wird. Dem zusätzlichen Rauschen vom Verstärker ({\displaystyle P_{R,\mathrm {ein} }}) entspricht dabei eine Rauschtemperatur, die charakteristisch für den Verstärker ist, dessen Rückwirkung und Korrelationseigenschaften aber auch noch von der Innenimpedanz der ansteuernden Quelle abhängt.